# Polydactylus bifurcus
Polydactylus bifurcus är en fiskart som beskrevs av Motomura, Kimura och Iwatsuki 2001. Polydactylus bifurcus ingår i släktet Polydactylus och familjen Polynemidae. Inga underarter finns listade i Catalogue of Life.